# 塔斯希布
塔斯希布（？—1664年），清初喀尔喀蒙古赛音诺颜部第三代首领，从属于土谢图汗部。他的祖父是图蒙肯，丹津喇嘛长子。康熙初年，丹津喇嘛第五次入藏熬茶途中，染病去世，塔斯希布袭位。塔斯希布在位时间很短，不久去世，其子善巴袭位。从善巴开始，赛音诺颜部逐渐从土谢图汗部中独立，成为喀尔喀四部之一。